# Anna Čežíková
Anna Čežíková (* 4. února 2002 Ústí nad Labem) je česká sáňkařka, která závodí v disciplíně saně (jednotlivci). Jejím domovským klubem je TJ Saně Ústí, kde ji trénuje Jan Čežík.

## Sportovní úspěchy
Zúčastnila se III. zimní olympijských her mládeže v Lausanne v roce 2020, kde obsadila 20. místo mezi jednotlivci a 10. ve štafetě. Kvalifikovala se i na OH v Pekingu v únoru 2022 jako jediná česká sáňkařka mezi ženami.